# ثورة الملاكمين
| قوات تحالف الأمم الثمانية (ثورة الملاكمين 1900) قوات تحالف الأمم الثمانية في 1900. يسار إلى يمين: بريطانيا، الولايات المتحدة، أستراليا المستعمرة، الهند البريطانية، ألمانيا، فرنسا، النمسا، إيطاليا واليابان. (لا يظهر روس في الصورة) |                         |                      |               |
| البلدان | السفن الحربية (الوحدات) | مشاة البحرية (أفراد) | الجيش (أفراد) |
| اليابان | 18                      | 540                  | 20,300        |
| روسيا | 10                      | 750                  | 12,400        |
| المملكة المتحدة | 8                       | 2,020                | 10,000        |
| فرنسا | 5                       | 390                  | 3,130         |
| الولايات المتحدة | 2                       | 295                  | 3,125         |
| ألمانيا | 5                       | 600                  | 300           |
| النمسا–المجر | 4                       | 296                  |               |
| إيطاليا | 2                       | 80                   |               |
| الإجمالي | 54                      | 4,971                | 49,255        |

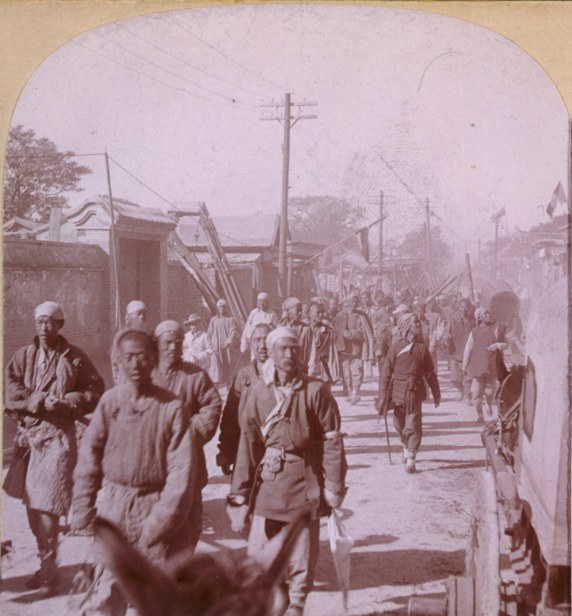
حشود الثوار الملاكمين في تيانجين

ثورة الملاكمين أو انتفاضة الملاكمين أو حركة يهيتوان (بالصينية التقليدية: 義和團起義، بالصينية المبسطة: 义和团起义)، هي انتفاضة وقعت في الصين ضد الإمبرالية وضد التدخل الأجنبي وضد المسيحية بين عامي 1899 و1901، في أثناء الفترة الأخيرة من حكم سلالة تشينغ.
بدأت الانتفاضة على يد الميليشيا المتحدة من أجل الصَلاح، وتُعرف في اللغة الإنجليزية باسم الملاكمين لأن الكثير من أعضاء تلك الميليشيا مارسوا الفنون القتالية الصينية، ويُشار إليهم في الغرب بـ الملاكمة الصينية. تصاعدت مشاعر الكراهية لدى القرويين الصينيين في الشمال ضد المبشرين المسيحيين الذين تجاهلوا التزاماتهم بدفع الضرائب واستغلوا حقوق الحصانة المحلية لحماية أتباعهم ضد الدعاوى القضائية. شملت الخلفية المباشرة لتلك الانتفاضة جفافًا شديدًا وخللًا في النمو بفضل مجالات النفوذ الأجنبية عقب الحرب اليابانية الصينية الأولى لعام 1895. عقب عدة أشهر من العنف المتنامي وجرائم القتل في شاندونغ وسهل شمال الصين ضد الأجانب والحضور المسيحي في شهر يونيو عام 1900، تجمع محاربو انتفاضة الملاكمين، الذين اعتقدوا أنهم منيعون ضد الأسلحة الأجنبية، في بكين وأطلقوا شعار ادعموا حكومة تشينغ وأعدموا الأجانب. طلب الأجانب والصينيون المسيحيون اللجوء في حي المفوضيات في بكين.
في استجابة للتقارير التي تتحدث عن غزو تحالف الأمم الثمان –المؤلفة من جيوش أمريكية ونمساوية-مجرية وبريطانية وفرنسية وألمانية وإيطالية ويابانية وروسية– بهدف رفع الحصار، دعمت الإمبراطورة تسيشي الملاكمين في الحادي والعشرين من شهر يونيو، ولو أنها ترددت في البداية، فأصدرت مرسومًا إمبراطوريًا أعلنت فيه الحرب على القوى الأجنبية. تعرّض الدبلوماسيون والمدنيون الأجانب والجنود والصينيون المسيحيون في حي المفوضيات لحصار دام 55 يومًا فرضه الجيش الإمبراطوري الصيني والملاكمون. انقسم المسؤولون الصينيون إلى فئة تدعم الملاكمين، فئة تفضل المصالحة تحت قيادة الأمير تشينغ. لاحقًا، أعلن القائد الأعلى للقوات الصينية، الجنرال رونغلو، أنه فعل ما فعل لحماية الأجانب. تجاهل المسؤولون الموقعون على اتفاقية الحماية المتبادلة لجنوب شرق الصين المرسوم الإمبراطوري القاضي بمحاربة الأجانب.
في البداية، تراجع تحالف الأمم الثمان عن خطته، لكنه أرسل لاحقًا 20 ألف جنديًا مسلحًا إلى الصين لهزيمة الجيش الإمبراطوري، ووصل الجنود إلى بكين في الرابع عشر من شهر أغسطس، وأنهوا بذلك حصار حي المفوضيات. تلى ذلك نهب غير منظم للعاصمة والأرياف المحيطة بها، بالإضافة إلى إعدام موجز (دون محاكمة عادلة) لمن يشتبه بانتمائه لحركة الملاكمين. فرض مرسوم الملاكمين في السابع من سبتمبر عام 1901 إعدام المسؤولين الحكوميين الذين دعموا الملاكمين، واشترط بقاء القوات الأجنبية في بكين، وأجبر الصين على دفع غرامة قدرها 450 مليون تايل من الفضة –أي نحو 10 مليارات دولار وفقًا لأسعار الفضة في عام 2018 وهو ما يزيد عن عائدات الضرائب السنوية للحكومة– على مر السنوات الـ 39 التالية للأمم الثمان المنخرطة في هذا النزاع.

## خلفية تاريخية

### أصول الملاكمين
برزت حركة الحق والقبضات المتآلفة في الأجزاء الداخلية من مقاطعة شاندونغ على الساحل الشمالي، تلك المقاطعة التي شهدت اضطرابات اجتماعية وطائفية دينية وجمعيات عسكرية على مر تاريخها. كان المبشرون المسيحيون الأمريكان أول من ذكر «الملاكمين» تقريبًا، فوصوفهم بالرجال الشباب الرياضيين المدرَّبين، وذلك بفضل تدريبات الفنون القتالية والأسلحة التي مارسها أولئك الملاكمون. كانت الممارسة الرئيسة لأعضاء الحركة نوعًا من الاستحواذ الروحي، فشملت تدوير السيوف والسجود العنيف وترتيل التعاويذ للآلهة.
كانت فرص محاربة الزحف والاستيطان الغربي جذابة بشكل خاص لأولئك القرويين العاطلين عن العمل، وكان الكثير منهم مجرد مراهقين. يعود تاريخ الاستحواذ الروحي والمناعة إلى مئات السنين سابقًا، لكنه اتخذ جوهرًا خاصًا ضد الأسلحة القوية والجديدة التي جلبها الغربيون. تسلّح الملاكمون بالبنادق والسيوف، وادعوا امتلاكهم مناعة أو حصانة خارقة للطبيعة ضد قذائف المدافع والأعيرة النارية وضربات السكاكين. فوق ذلك، ادعت مجموعات الملاكمين أن ملايين الجنود سيهبطون من السماء لمساعدتهم في تطهير الصين من الطغيان الأجنبي.
في عام 1895، وعلى الرغم من التناقض الواضح في الممارسات البدعية تلك، استغل يوشيان –وهو من شعب المانشو وكان حاكم محافظة ساو وأصبح لاحقًا حاكمًا إقليميًا– جماعة السيوف الكبيرة لقتال قطاع الطرق. هاجمت جماعة السيوف الكبيرة، بتشجيع من الدعم الرسمي الذي حصلت عليه، القرى الكاثوليكية المحلية أيضًا، فلجأ سكان تلك القرى إلى الكنيسة طلبًا للحماية. ردت جماعة السيوف الكبيرة بالهجوم على الكنائس المسيحية وإحراقها. وفقًا لأحد المؤرخين الحديثين، «أصبح الخط الفاصل بين المسيحيين وقطاع الطرق مبهمًا بشكل متزايد». اضطر يوشيان إلى إعدام عدد من قادة جماعة السيوف الكبيرة جراء الضغط الدبلوماسي الذي فُرض على العاصمة، لكنه لم يعاقب أي أحدٍ آخر. تزايد عدد الجمعيات السرية التي برزت عقب تلك الحادثة.
شهدت السنوات الأولى الكثير من النشاطات القروية المختلفة، لكن لم تبرز حتى تلك الفترة حركة واسعة ذات هدف موحد. مهدت بعض الجمعيات الدينية المحلية والقتالية، مثل شبكة باغوادو، الطريق أمام حركة الملاكمين. اهتم ملاكمو شاندونغ -كأقرانهم في مدرسة الملاكمة الحمراء أو ملاكمي زهرة الإجاص- بالتقاليد الاجتماعية والقيم الاخلاقية -مثل بر الوالدين- أكثر من اهتمامهم بالتأثيرات الأجنبية. بدأ أحد قادة الحركة، ويُدعى جو هونغدينغ، مسيرته بصفته معالجًا متجولًا مختصًا في قرحات البشرة والجلد، وكسب احترامًا واسع النطاق جراء رفضه تلقي ثمن العلاج. أعلن هونغدينغ انحداره من أباطرة سلالة مينغ، فكانت كنيته مماثلة لكنية عائلة مينغ الإمبراطورية. أعلن هونغدينغ عن هدفه المتمثل بـ «إحياء سلالة تشينغ وإبادة الأجانب».
كان العدو هو النفوذ الأجنبي. لذا ارتأت حركة الملاكمين أن «الشياطين الرئيسيين» هم المبشرون المسيحيون، بينما اعتبروا الصينيين المتحولين إلى المسيحية «شياطين ثانويين». فكان على الحركة نفيهم أو قتلهم.

### أسباب الصراع والاضطراب
أدت عوامل عديدة إلى إشعال الحركة، مثل الظروف الجوية الشديدة ومحاولات الغرب المتمثلة في استعمار الصين، بالإضافة إلى الحس المتنامي المعادي للإمبريالية. في البداية، وقع الجفاف وتبعه فيضانات في محافظة شاندونغ بين عامي 1897–1898، ما أجبر المزارعين على الهرب إلى المدن والبحث عن الطعام. قال أحد المراقبين «أنا مقتنع بأن بضعة أيام من الهطولات الكثيفة قادرة على إزالة الجفاف المستمر طويلًا... وأنها قادرة على استعادة التوازن أكثر من أي إجراء بإمكان الحكومة الصينية أو الحكومات الأجنبية اتخاذه».
كان النشاط التبشيري أحد أهم أسباب الاضطراب في شمال الصين. عقب توقيع معاهدة تيانسين ومعاهدة بكين، التي أُقرت عام 1860 عقب حرب الأفيون الثانية، مُنح المبشرون الأجانب حرية إلقاء العظات والتبشير في جميع مناطق الصين، وحصلوا على حقهم في شراء الأراضي وبناء الكنائس. في الأول من شهر نوفمبر عام 1897، اكتسحت فرقة من الرجال المسلحين (يُعتقد أنهم أعضاء في جمعية السيوف الكبيرة) مقر المبشر الألماني التابع لجمعية الكلمة الإلهية وقتلوا كاهنين. يُعرف هذا الهجوم بحادثة يويي.
عندما تلقى القيصر فيلهيلم الثاني نبأ تلك الجرائم، أمر أسطول شرق آسيا الألماني باحتلال خليج جياجو الواقع على الساحل الجنوبي لشبه جزيرة شاندونغ. في شهر ديسمبر من عام 1897، أعلن فيلهيلم الثاني نيته المتمثلة بالاستحواذ على أراضٍ في الصين، فأشعل ما يُعرف بـ «تدافع التنازلات»، فسعت بريطانيا وفرنسا وروسيا واليابان إلى تأمين مجالات النفوذ الخاصة بهم في الصين.